# Kajak-kenu a 2010. évi nyári ifjúsági olimpiai játékokon
A 2010. évi nyári ifjúsági olimpiai játékokon a kajak-kenu versenyeinek Szingapúrban a Marina Reservoir adott otthont augusztus 21–22, és 24–25-én. A fiúknál síkvízi és vadvízi kajak és kenu egyes, a lányoknál síkvízi és vadvízi kajak egyes versenyeket rendeztek. Összesen 6 ifjúsági olimpiai bajnokot avattak ebben a sportágban.

## Lebonyolítás

### Síkvízi sprint
A sprint számokban minden futamban két versenyző szerepelt, akik egymás ellen versenyeztek. A pálya körülbelül 420 méter hosszú volt, amely tartalmazott 2 darab 80 méteres, és 1 darab 160 méter hosszú egyenes szakaszt, valamint két kanyart.
A két versenyző egyszerre rajtolt el a pályának az ellentétes oldalán. A pálya "8"-as alakú, a cél a kiindulás pont ellentétes oldala volt.
Amelyik versenyző előbb ért célba, az nyerte a futamot és továbbjutott a következő fordulóba. Az első forduló vesztesei a vígaszágon újra megpróbálkozhattak a továbbjutással. A versenyek egyenes kieséses rendszerben zajlottak a döntőig, ahol a győztes lett az ifjúsági olimpiai bajnok.

## Éremtáblázat
Magyarország eltérő háttérszínnel, az egyes számoszlopok legmagasabb értéke, vagy értékei vastagítással kiemelve.
| A 2010. évi nyári ifjúsági olimpiai játékok éremtáblázata kajak-kenuban | A 2010. évi nyári ifjúsági olimpiai játékok éremtáblázata kajak-kenuban | A 2010. évi nyári ifjúsági olimpiai játékok éremtáblázata kajak-kenuban | A 2010. évi nyári ifjúsági olimpiai játékok éremtáblázata kajak-kenuban | A 2010. évi nyári ifjúsági olimpiai játékok éremtáblázata kajak-kenuban | Olimpia  |
| ----------------------------------------------------------------------- | ----------------------------------------------------------------------- | ----------------------------------------------------------------------- | ----------------------------------------------------------------------- | ----------------------------------------------------------------------- | -------- |
|                                                                         | Ország                                                                  | Arany                                                                   | Ezüst                                                                   | Bronz                                                                   | Összesen |
| 1.                                                                      | Magyarország (HUN)                                                      | 2                                                                       | 0                                                                       | 0                                                                       | 2        |
| 2.                                                                      | Kína (CHN)                                                              | 1                                                                       | 1                                                                       | 0                                                                       | 2        |
| 3.                                                                      | Ausztrália (AUS)                                                        | 1                                                                       | 0                                                                       | 0                                                                       | 1        |
|                                                                         | Kuba (CUB)                                                              | 1                                                                       | 0                                                                       | 0                                                                       | 1        |
|                                                                         | Szlovénia (SLO)                                                         | 1                                                                       | 0                                                                       | 0                                                                       | 1        |
|                                                                         |                                                                         |                                                                         |                                                                         |                                                                         |          |
| 6.                                                                      | Németország (GER)                                                       | 0                                                                       | 2                                                                       | 0                                                                       | 2        |
| 7.                                                                      | Csehország (CZE)                                                        | 0                                                                       | 1                                                                       | 1                                                                       | 2        |
|                                                                         | Ukrajna (UKR)                                                           | 0                                                                       | 1                                                                       | 1                                                                       | 2        |
| 9.                                                                      | Szlovákia (SVK)                                                         | 0                                                                       | 1                                                                       | 0                                                                       | 1        |
|                                                                         |                                                                         |                                                                         |                                                                         |                                                                         |          |
| 10.                                                                     | Ausztrália (AUS)                                                        | 0                                                                       | 0                                                                       | 1                                                                       | 1        |
|                                                                         | Belgium (BEL)                                                           | 0                                                                       | 0                                                                       | 1                                                                       | 1        |
|                                                                         | Mexikó (MEX)                                                            | 0                                                                       | 0                                                                       | 1                                                                       | 1        |
|                                                                         | Spanyolország (ESP)                                                     | 0                                                                       | 0                                                                       | 1                                                                       | 1        |
|                                                                         |                                                                         |                                                                         |                                                                         |                                                                         |          |
| Összesen                                                                | Összesen                                                                | 6                                                                       | 6                                                                       | 6                                                                       | 18       |

## Érmesek
A magyar versenyzők eltérő háttérszínnel kiemelve.

### Fiú
| Versenyszám                                           | Arany                                    | Ezüst                             | Bronz                               |
| ----------------------------------------------------- | ---------------------------------------- | --------------------------------- | ----------------------------------- |
| síkvízi, kajak egyes (K1) Döntő: augusztus 22., 16:40 | Tótka Sándor · Magyarország (HUN)        | Tom Liebscher · Németország (GER) | Inigo Garcia · Spanyolország (ESP)  |
| síkvízi, kenu egyes (C1) Döntő: augusztus 22., 16:30  | Osvaldo O. Sacerio Cardenas · Kuba (CUB) | Anatolii Melnyk · Ukrajna (UKR)   | Pedro Castaneda · Mexikó (MEX)      |
| vadvízi, kajak egyes(K1) Döntő: augusztus 22., 16:40  | Simon Brus · Szlovénia (SLO)             | Miroslav Urban · Szlovákia (SVK)  | Guillaume Bernis · Csehország (CZE) |
| vadvízi, kenu egyes (C1) Döntő: augusztus 22., 16:30  | Xiaodong Wang · Kína (CHN)               | Dennis Soeter · Németország (GER) | Anatolii Melnyk · Ukrajna (UKR)     |

### Lány
| Versenyszám                                           | Arany                                | Ezüst                                | Bronz                                |
| ----------------------------------------------------- | ------------------------------------ | ------------------------------------ | ------------------------------------ |
| síkvízi, kajak egyes (K1) Döntő: augusztus 22., 16:20 | Farkasdi Ramóna · Magyarország (HUN) | Jieyi Huang · Kína (CHN)             | Hermien Peters · Belgium (BEL)       |
| vadvízi, kajak egyes (K1) Döntő: augusztus 22., 16:20 | Jessica Fox · Ausztrália (AUS)       | Pavlina Zasterova · Csehország (CZE) | Viktoria Wolffhardt · Ausztria (AUT) |